# Khatt Foundation
La Khatt Foundation (en árabe: مؤسسة خط‎; en español, Fundación Jaṭ) es una asociación cultural sin fines de lucro para el desarrollo tipográfico de la escritura árabe. Fue fundada en Ámsterdam en 2004 por la diseñadora libanesa Huda Abi Farès. La Khatt Foundation promueve el estudio tipográfico del árabe mediante la creación de una red de diseñadores gráficos y tipógrafos de distintos orígenes, además de organizar seminarios, conferencias y otro tipo de eventos, y fomentar proyectos de investigación para el estudio de la escritura árabe.
Cabe destacar la serie de proyectos Typographic Matchmaking, con el objetivo de crear tipografías útiles para ambos sistemas de escritura (latino y árabe), y que se pueden usar en contextos bilingües.
En 2010, se fundó la editorial de la asociación, Khatt Books, que publica sobre temas relacionados.

## Nombre
La palabra árabe خَط Jaṭ significa ‘línea’ y figuradamente se usa para referirse a la buena  caligrafía árabe. Las lenguas europeas que carecen del sonido de la jota española usan el dígrafo kh, ergo Khatt. La ṭ o tt expresa guturalidad.

## Organización
La fundación comenzó con el objetivo de «modernizar la imagen del diseño árabe haciéndolo contemporáneo e innovador, particularmente en el campo de la tipografía bilingüe», refiriéndose a la tipografía que funciona con escritura árabe y latina combinadas.
Una de las iniciativas con este fin es Typographic Matchmaking, que empareja a diseñadores de diferentes orígenes. El primero de estos encuentros, entre el tipógrafo eslovaco Peter Bilak y el tipógrafo libanés Kristyan Sarkis, condujo a la creación de la fundición tipográfica TPTQ Arabic, especializada en fuentes unificadas árabe-latinas. Uno de los productos de esta iniciativa fue la tipografía multiescritura Qandus para escritura latina, árabe y neotifinag, basada en la caligrafía de Muhammad Bin Al-Qasim al-Qundusi.
En 2007, la Fundación Khatt se asoció con Mediamatic para idear el proyecto El Hema, un «HEMA árabe». En 2015 se llevó a cabo el proyecto de investigación Typographic Matchmaking in the Maghrib, con el objetivo de analizar las caligrafías magrebíes y andalusíes, visitaron la Alhambra y la Mezquita de Córdoba entre otros, y desarrollaron varias tipografías tri-script, que sirviera a la vez para los alfabetos latino, árabe y tifinag.
Otras de sus actividades incluyen la coordinación y el patrocinio de proyectos, la organización de conferencias, foros, así como la publicación de libros y demás contenidos sobre tipografía y diseño árabes.

## Khatt Books
Khatt Books es una editorial independiente establecida en el 2010. Publica sobre diseño y cultura visual en el norte de África y Oriente Medio y funciona como un brazo comercial de la Fundación Khatt. En 2014, Khatt Books publicó el libro Nasri Khattar: A Modernist Typotect sobre Nasri Khattar, escrito por Yara Khoury Nammour.